# Garland (Maine)
Garland ist eine Town im Penobscot County des Bundesstaates Maine in den Vereinigten Staaten. Im Jahr 2020 lebten dort 1026 Einwohner in 541 Haushalten auf einer Fläche von 98,26 km².

## Geografie
Nach dem United States Census Bureau hat Garland eine Gesamtfläche von 98,26 km², von der 97,56 km² Land sind und 0,70 km² aus Gewässern bestehen.

### Geografische Lage
Garland liegt im Südwesten des Penobscot Countys, im Norden grenzt das Piscataquis County an. Mehrere kleine Bäche durchfließen das Gebiet, auf dem im Südwesten der kleinere West Garland Pond und östlich von diesem der größere Garland Pond liegen. Die Oberfläche ist eben, ohne nennenswerte Erhebungen.

### Nachbargemeinden
Alle Entfernungen sind als Luftlinien zwischen den offiziellen Koordinaten der Orte aus der Volkszählung 2010 angegeben.
- Norden: Dover-Foxcroft, Piscataquis County, 11,5 km
- Nordosten: Atkinson, Piscataquis County, 11,8 km
- Osten: Charleston, 10,0 km
- Südosten: Corinth, 15,9 km
- Süden: Exeter, 13,0 km
- Südwesten: Corinna, 16,8 km
- Westen: Dexter, 10,3 km
- Nordwesten: Sangerville, Piscataquis County, 14,7 km

### Stadtgliederung
In Garland gibt es mehrere Siedlungsgebiete: Berrys Corner, Durbin Corner, Earnest Corner, Garland, Gordon Corner, Hicks Corner, Holt's Mills, Knight Corner, Oliver Hill Corner, Preble Corner, Titus Corner, Twin Brook und West Garland.

### Klima
Die mittlere Durchschnittstemperatur in Garland liegt zwischen −11,1 °C (12 °F) im Januar und 20,6 °C (69 °F) im Juli. Damit ist der Ort gegenüber dem langjährigen Mittel der USA um etwa 9 Grad kühler. Die Schneefälle zwischen Oktober und Mai liegen mit bis zu zweieinhalb Metern mehr als doppelt so hoch wie die mittlere Schneehöhe in den USA; die tägliche Sonnenscheindauer liegt am unteren Rand des Wertespektrums der USA.

## Geschichte
Das Gebiet, welches heute die Town Garland ist, wurde im Jahr 1796 als eine von zwei Towns als Grant zugunsten des Williams Colleges vergeben. Es wurde bereits im Jahr 1792 von Ephraiin Ballard und Samuel Weston vermessen. Die Treuhänder des Colleges verkauften es im Jahr 1798 an Levi Lincoln, Seth Hastings, Samuel und Calvin Sanger, Samuel Sanger Jr. und Elias Grout. Benannt wurde das Gebiet nach Lincoln, einem der ersten Eigentümer, der später Gouverneur von Massachusetts war. In einzelne Grundstücke wurde es im Jahr 1800 durch Moses Hodsdon unterteilt, eine weitere Vermessung fand im Jahr 1805 statt. Die ersten Siedler in dem Gebiet waren Joseph Garland mit seiner Frau und drei Kindern. Nach ihnen wurde die Town bei ihrer Organisation am 16. Februar 1811 benannt. Das erste Sägewerk wurde im Jahr 1802 errichtet, die erste Schule 1806 und ein Postamt wurde 1818 gegründet.

### Einwohnerentwicklung
| Volkszählungsergebnisse – Town of Garland, Maine | Volkszählungsergebnisse – Town of Garland, Maine | Volkszählungsergebnisse – Town of Garland, Maine | Volkszählungsergebnisse – Town of Garland, Maine | Volkszählungsergebnisse – Town of Garland, Maine | Volkszählungsergebnisse – Town of Garland, Maine | Volkszählungsergebnisse – Town of Garland, Maine | Volkszählungsergebnisse – Town of Garland, Maine | Volkszählungsergebnisse – Town of Garland, Maine | Volkszählungsergebnisse – Town of Garland, Maine | Volkszählungsergebnisse – Town of Garland, Maine |
| Jahr                                             | 1800                                             | 1810                                             | 1820                                             | 1830                                             | 1840                                             | 1850                                             | 1860                                             | 1870                                             | 1880                                             | 1890                                             |
| ------------------------------------------------ | ------------------------------------------------ | ------------------------------------------------ | ------------------------------------------------ | ------------------------------------------------ | ------------------------------------------------ | ------------------------------------------------ | ------------------------------------------------ | ------------------------------------------------ | ------------------------------------------------ | ------------------------------------------------ |
| Einwohner                                        |                                                  |                                                  | 275                                              | 621                                              | 1065                                             | 1247                                             | 1498                                             | 1306                                             | 1211                                             | 973                                              |
| Jahr                                             | 1900                                             | 1910                                             | 1920                                             | 1930                                             | 1940                                             | 1950                                             | 1960                                             | 1970                                             | 1980                                             | 1990                                             |
| Einwohner                                        | 857                                              | 817                                              | 677                                              | 673                                              | 610                                              | 581                                              | 568                                              | 596                                              | 718                                              | 1064                                             |
| Jahr                                             | 2000                                             | 2010                                             | 2020                                             | 2030                                             | 2040                                             | 2050                                             | 2060                                             | 2070                                             | 2080                                             | 2090                                             |
| Einwohner                                        | 990                                              | 1105                                             | 1026                                             |                                                  |                                                  |                                                  |                                                  |                                                  |                                                  |                                                  |

## Kultur und Sehenswürdigkeiten

### Bauwerke
In Garland wurde ein Bauwerk unter Denkmalschutz gestellt und ins National Register of Historic Places aufgenommen.
- Garland Grange Hall, 1975 unter der Register-Nr. 75000105.[9]

## Wirtschaft und Infrastruktur

### Verkehr
In westöstliche Richtung verläuft die Maine State Route 94 zentral durch das Gebiet der Town.

### Öffentliche Einrichtungen
In Garland gibt es eine medizinische Einrichtung. Weitere nächstgelegene Einrichtungen und Krankenhäuser für die Bewohner von Garland befinden sich in Dover-Foxcroft, St. Albans und Dexter.
In Garland befindet sich die Lyndon Oak Memorial Library in der Dexter Road. Sie geht auf eine Schenkung des Politikers Lyndon Oak zurück.

### Bildung
Garland gehört mit Athens, Brighton Plantation, Dexter, Exeter, Harmony und Ripley zum Maine School Administrative District 46 und AOS 94.
Im Schulbezirk werden folgende Schulen angeboten:
- Ridge View Community School in Dexter, mit Schulklassen von Pre-Kindergarten bis zum 8. Schuljahr
- Harmony Elementary School in Harmony, mit Schulklassen von Pre-Kindergarten bis zum 8. Schuljahr
- Athens Community School in Athens, mit Schulklassen  von Pre-Kindergarten bis zum 8. Schuljahr
- Dexter Regional High School in Dexter, mit Schulklassen vom 9. bis zum 12. Schuljahr